# ۶بتا-نالترکسول-دی۴
۶بتا-نالترکسول-دی۴ (به انگلیسی: 6β-Naltrexol-d4) با فرمول شیمیایی C۲۰H۲۱D۴NO۴ یک ترکیب شیمیایی است. که جرم مولی آن ۳۴۷٫۴۲ g/mol می‌باشد.